# اپیفانی (ترانه بی‌تی‌اس)
«اِپیفانی» یا «تجلّی» (به انگلیسی: Epiphany) ترانه‌ای از گروه پسرانهٔ کره‌ای بی‌تی‌اس، به خوانندگی جین است. این قطعه در ۹ اوت ۲۰۱۸، به‌همراه آلبوم گردآوری‌شدهٔ عاشق خودت باش: پاسخ منتشر شد.

## زمینه و انتشار
موزیک ویدئوی این ترانه، یک هفته پیش از انتشار آلبوم عاشق خودت باش: پاسخ، به‌عنوان تریلر آن منتشر شد. پس از انتشار، جستجوی واژهٔ اپیفانی ۵۷۵٪ افزایش یافت. این موزیک ویدئو در ۲۴ ساعت نخست، بیش از بیست میلیون بار دیده شد.

## بازخورد
رولینگ استون هند گفت: «متن ترانه، تجلی این واقعیت است که عشق به دیگران از پذیرش و عشق به خود آغاز می‌شود» و صدای جین «با حالتی رؤیاگونه و چشمگیر، در کنار هارمونی زمینه قرار دارد». کلَش آن را ترانه‌ای «متعالی و روح‌بخش» نامید که درون‌مایهٔ عشق به خودِ آلبوم را قوت می‌بخشد.
این قطعه با فروش بیش از ۱۰٬۰۰۰ کپی در ایالات متحده، در جدول فروش ترانه‌های دیجیتال نوزدهم شد و در جایگاه ۲۸ جدول فروش ترانه‌های دیجیتال کانادایی قرار گرفت.

## دست‌اندرکاران
توضیحات برگرفته از یادداشت‌های سی‌دی عاشق خودت باش: پاسخ است.
- اسلو ربیت- تهیه‌کننده، کیبورد، سینث‌سایزر، تنظیم صدا، ویرایش دیجیتال، مهندس ضبط (کاروت اکسپرس)
- «هیت‌من» بنگ- تهیه‌کننده
- ادورا- تهیه‌کننده، کورس
- جون- کورس
- لی شین‌سونگ- کورس
- سم کلمپنر- کورس
- لی ته‌ووک- گیتار
- پی‌داگ- مهندس ضبط (داگ بانس)
- باب هورن- مهندس میکس
- کیم سوک‌جین- خواننده

## جداول
| جدول (۲۰۱۸)                                 | بالاترین موقعیت |
| ------------------------------------------- | --------------- |
| فروش ترانه‌های دیجیتال فنلاند (بیلبورد)      | ۸               |
| تک‌آهنگ‌های دانلودشدهٔ فرانسوی (اس‌ان‌ئی‌پی)      | ۶۱              |
| مجارستان (۴۰ تک‌آهنگ برتر)                   | ۳۰              |
| کرهٔ جنوبی (گائون)                           | ۳۰              |
| کرهٔ جنوبی (۱۰۰ آهنگ داغ کی-پاپ)             | ۵               |
| اسکاتلند (کمپانی جداول رسمی)                | ۶۰              |
| تک‌آهنگ‌های دانلودشدهٔ بریتانیا (اوسی‌سی)       | ۵۳              |
| ترانه‌های دیجیتال ملل ایالات متحده (بیلبورد) | ۴               |